# Maria I Stuart
Maria I (Mary, Queen of Scots, ur. 8 grudnia 1542, zm. 8 lutego 1587) – królowa Szkotów od 14 grudnia 1542 do 24 lipca 1567 z dynastii Stuartów.
Była delfiną (1558–1559) jako żona delfina, a następnie królową Francji (od 10 lipca 1559 do 5 grudnia 1560) jako żona króla – Franciszka II.

## Młodość

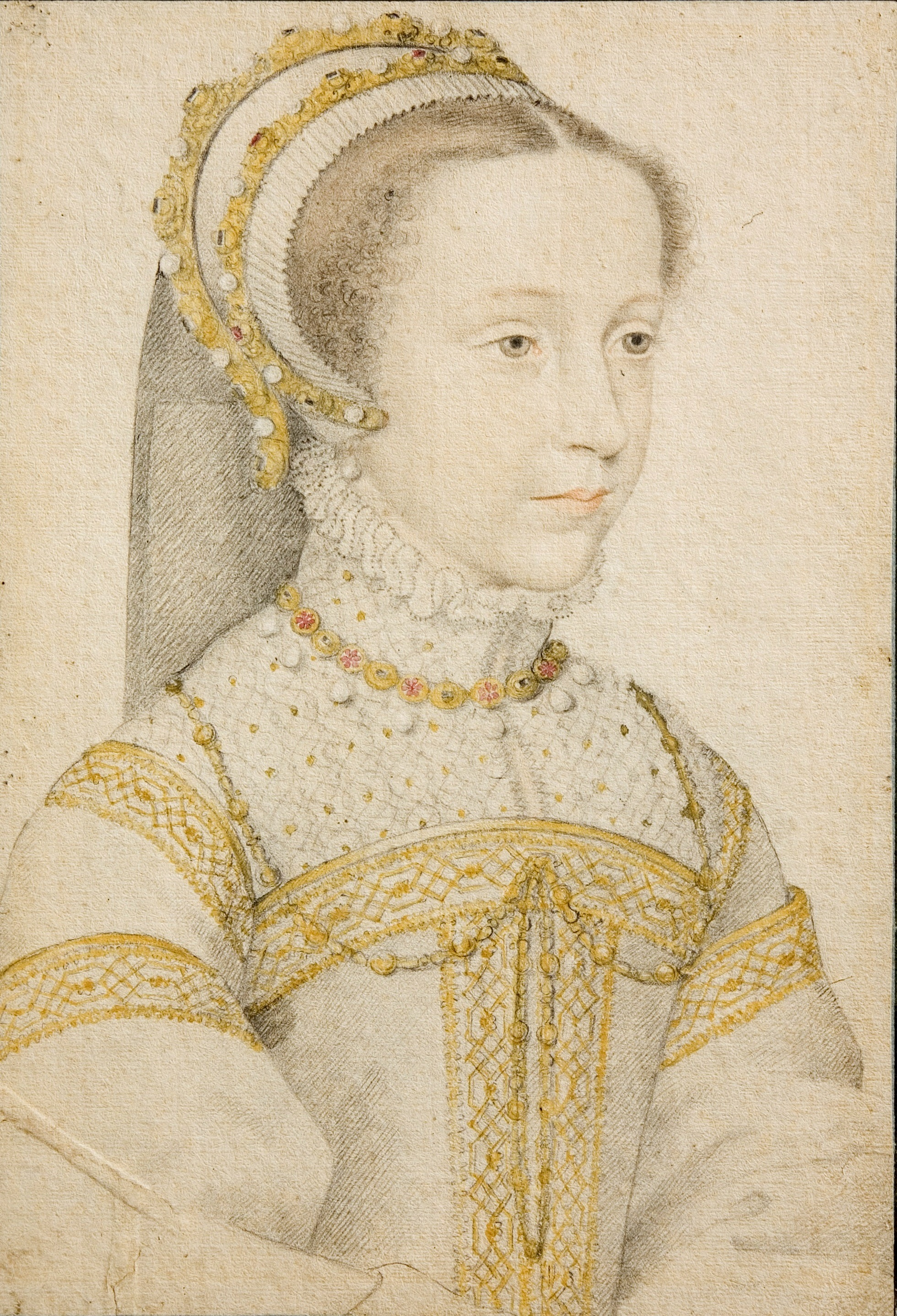
Młoda Maria Stuart

Urodziła się w pałacu Linlithgow w hrabstwie West Lothian w Szkocji, była córką Jakuba V i jego francuskiej żony – Marii de Guise. Jako pierwsza z królewskiej dynastii Stuartów używała francuskiej formy Stuart, a nie angielskiej Stewart.
W czasie panowania Roberta II ustalono regułę, iż korona miała przechodzić po kolei na męskich potomków Roberta, a kobiety mogły dziedziczyć ją tylko wówczas, gdy wykluczona byłaby linia męska. Jako że wszystkie męskie linie Stuartów wymarły przed śmiercią Jakuba V, dziedziczyć mogła Maria. Mając zaledwie sześć dni, została królową Szkocji z Jamesem Hamiltonem, 2. hrabią Arran jako regentem (sprawował tę funkcję do 1554, kiedy został zastąpiony przez matkę królowej, ona zaś pozostała regentką aż do śmierci w 1560).
W lipcu 1543 zawarty został traktat z Greenwich, w którym na małżonka dla Marii został przeznaczony syn Henryka VIII. Jeszcze w 1543 miało dojść do zrealizowania postanowień tego traktatu, jednak matka Marii, przeciwna małżeństwu, ukryła się razem z dzieckiem w zamku w Stirling, gdzie przygotowywano się także do koronacji młodej następczyni tronu.
Infantka Maria została koronowana na królową Szkotów w królewskiej kaplicy na zamku w Stirling 9 września 1543.

## Dziwne zaloty
Zaręczyny z synem króla Anglii nie byłyby dobrze przyjęte przez Szkotów, głównie ze względu na próby zerwania tradycyjnego sojuszu pomiędzy Francją i Szkocją, dlatego szkocki parlament unieważnił traktat z Greenwich wkrótce po koronacji Marii. Mimo to Henryk VIII nadal podejmował próby doprowadzenia do zawarcia małżeństwa. Dokonywał w tym celu również wypraw na teren Szkocji, takie akcje Anglików trwały do czerwca 1551. Powstałe w ich skutku straty materialne szacowano na 500 tys. funtów. W maju 1544 angielski hrabia Hertford przybył do Firth of Forth celem zajęcia Edynburga i porwania Marii. Maria de Guise ukryła jednak dziewczynkę w podziemiach zamku Stirling. Następnie z pomocą przybyły oddziały francuskie, związane ze Szkocją na mocy „starego przymierza” (szkoc. Auld Alliance), pomagając Szkotom w wyparciu oddziałów angielskich.
10 września 1547, znanego jako „czarna sobota”, Szkoci ponieśli dotkliwą porażkę w bitwie pod Pinkie Cleugh. Maria de Guise, obawiając się o swoją córkę, wysłała ją na pewien czas do Inchmahome Priory i zwróciła się o pomoc do ambasadora Francji, D'Oysela. Nowy król francuski Henryk II zaproponował małżeństwo ze swoim nowo narodzonym synem, delfinem Franciszkiem, co miałoby doprowadzić do zjednoczenia Francji i Szkocji pod jednymi rządami. Wydawało się to Marii jedynym sensownym rozwiązaniem w trudnej sytuacji i wybawieniem z kłopotów.
W lutym 1548 znowu pojawiły się wojska angielskie, więc małą królową przeniesiono do zamku Dumbarton. Znowu spustoszono ogromne tereny, a wojska wroga osiągnęły strategicznie położone miasto Haddington. W czerwcu nadeszły wreszcie długo oczekiwane posiłki francuskie. 7 lipca podpisany został traktat małżeński pomiędzy stroną francuską i szkocką. Maria miała być wysłana do Francji, gdzie Henryk II oferował jej ochronę oraz wykształcenie i wychowanie. 7 sierpnia 1548 francuska flota popłynęła z powrotem do Francji, zabierając ze sobą pięcioletnią królową.

## Życie we Francji

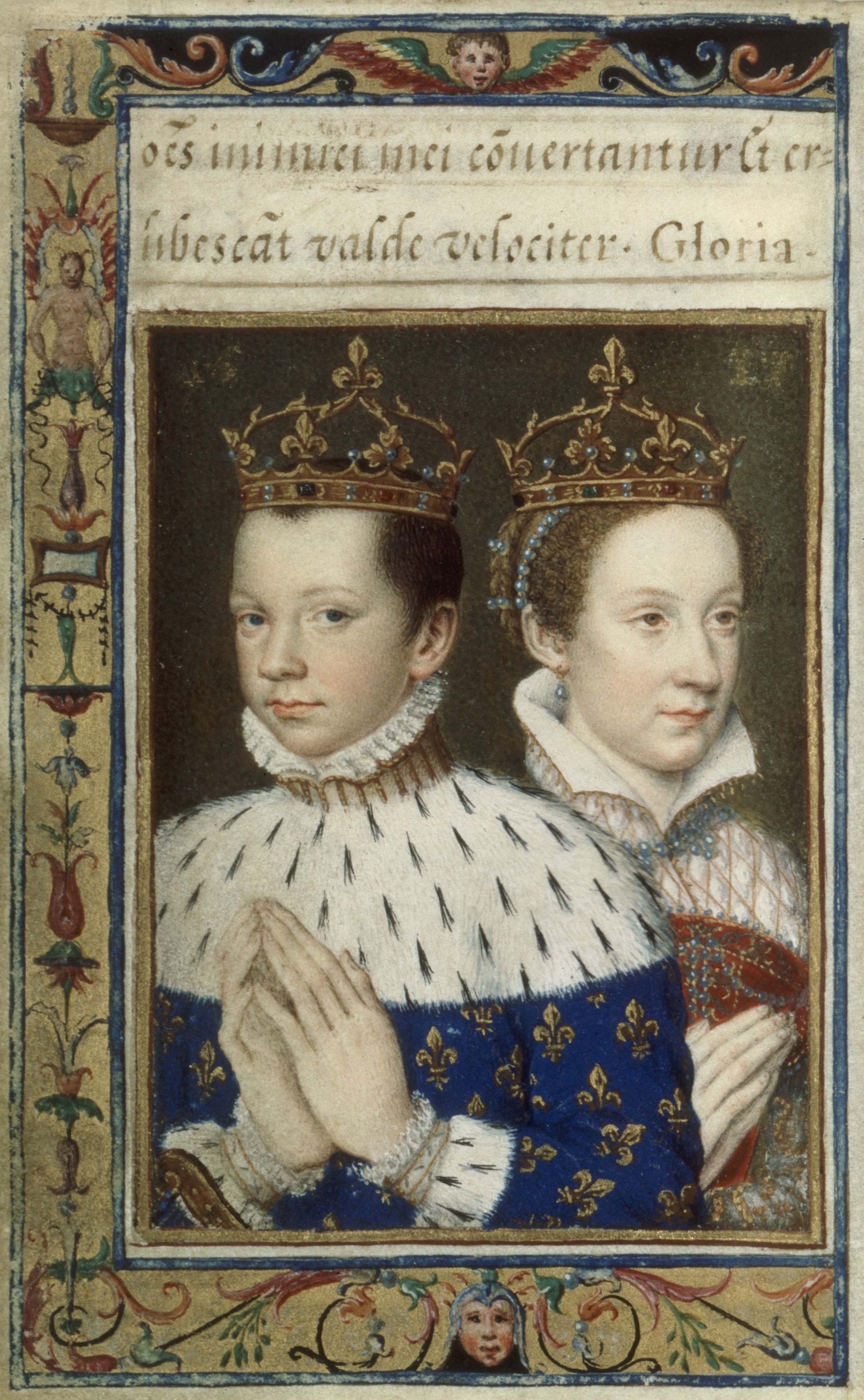
Maria Stuart i Franciszek II

Maria, jako żywa, piękna i mądra dziewczynka, miała obiecujące dzieciństwo. Przebywając na dworze królewskim, oczekiwała na zawarcie obiecanego małżeństwa, dysponując przy tym wszelkim wygodami, miała liczną służbę i nauczycieli. Otrzymała także najlepsze możliwe w tym czasie wykształcenie i znała języki: francuski, łacinę, grekę, hiszpański, włoski i ojczysty szkocki. Nauczyła się gry na dwóch instrumentach, pisania wierszy, jazdy na koniu, sokolnictwa i szycia.
24 kwietnia 1558 poślubiła delfina Franciszka w katedrze Notre Dame w Paryżu. Po śmierci Henryka II 10 lipca 1559 została królewską małżonką przy swoim mężu, który panował jako Franciszek II. Zgodnie z prawami dziedziczenia Maria była także następna w kolejce do tronu angielskiego po swojej kuzynce Elżbiecie I, która nie miała potomstwa. Choć ustawa antykatolicka nie została uchwalona aż do 1701, Henryk VIII wykluczył w swoim testamencie Stuartów z dziedziczenia tronu Anglii.
Franciszek II Walezjusz zmarł 5 grudnia 1560, a teściowa Marii, Katarzyna Medycejska, została regentką w imieniu syna Karola IX. Zgodnie z warunkami traktatu edynburskiego, podpisanego przez przedstawicieli Marii 6 lipca 1560 po śmierci Marii de Guise, Francuzi wycofali się ze Szkocji i uznali Elżbietę I za władczynię Anglii. 18-letnia Maria, ciągle przebywająca we Francji, odmawiała ratyfikacji traktatu.

## Powrót do Szkocji
Młoda wdowa wróciła 19 sierpnia 1561 do Leith w Szkocji. Był to jednak kraj niebezpieczny, ze względu na skłócone ze sobą obozy polityczne oraz panujące konflikty religijne. Spory religijne dokonały licznych rozłamów wśród Szkotów. Brat Marii z nieprawego łoża, James Stewart, 1. hrabia Moray, stanął na czele grupy protestanckiej. Maria była natomiast zagorzałą katoliczką, co czyniło ją podejrzaną w oczach wielu poddanych oraz Elżbiety I – władczyni sąsiedniego, protestanckiego kraju. Działacz protestancki John Knox wygłaszał liczne oszczercze mowy wobec Marii, ganił m.in. jej rzekomy swobodny tryb życia, brak moralności, uczęszczanie na msze, tańczenie czy ekstrawagancki ubiór. Ku rozczarowaniu frakcji katolickiej Maria nie śpieszyła się z poparciem dla katolików oraz tolerowała brata-protestanta jako głównego doradcę. Było to spowodowane głównie tym, że musiała szukać poparcia u lordów – nie miała bowiem własnego wojska. Przyłączyła się nawet do zniszczenia katolickiego lorda Huntleya w 1562.
W 1561 zaprosiła Elżbietę I do odwiedzenia jej w Szkocji, ta jednak z zaproszenia nie skorzystała. Odmowa spowodowała popsucie stosunków pomiędzy ambitnymi, młodymi władczyniami. Maria wysłała jednak do Anglii swojego ambasadora, Williama Maitlanda z Lethington, który przebywał na dworze królewskim i miał jej zapewnić widoki na objęcie tamtejszego tronu.
W grudniu 1561 szykowano spotkanie pomiędzy królowymi, tym razem w Anglii, ale Elżbieta znowu zmieniła zdanie. W 1563 Elżbieta podjęła próbę zneutralizowania Marii, proponując jej małżeństwo z Robertem Dudleyem, 1. hrabią Leicester, myśląc przy tym, że będzie mogła go łatwo kontrolować. Maria jednak odrzuciła tak uwłaczającą propozycję. Do skutku natomiast doszło małżeństwo z Henrykiem Stuartem, lordem Darnley, potomkiem króla Henryka VII, które zostało zawarte 29 lipca 1565 w pałacu Holyrood. Ślub z czołowym przedstawicielem frakcji katolickiej wywołał otwartą rebelię protestantów, do których przyłączył się też brat Marii, lord Moray. On i inni buntowniczy lordowie zostali pokonani przez wojska Marii, które sama poprowadziła. Małżeństwo rozwścieczyło także Elżbietę, która uważała, że Darnley jako poddany angielski powinien uzyskać jej zgodę na ślub. Elżbieta czuła się teraz podwójnie zagrożona, ponieważ małżeństwo to dawało dzieciom Marii silne prawa do sukcesji tronu – zarówno szkockiego, jak i angielskiego.
Na długo przed zajściem Marii w ciążę Darnley stał się arogancki, zaczął żądać tytułowania go królem i takichże uprawnień. Był także zazdrosny o prywatnego sekretarza żony, Davida Rizzio (oskarżono go, że był kochankiem Marii, co raczej było wymysłem i miało pomóc w pozbyciu się zaufanego doradcy królowej). W marcu 1566 wszedł w spisek z pokonanymi przez Marię w 1565 lordami protestanckimi. 9 marca grupa lordów w towarzystwie Darnleya dokonała okrutnej zbrodni, zabijając Rizzia na oczach królowej. To zabójstwo przyspieszyło tylko rozkład nieudanego małżeństwa. Darnley wkrótce zmienił front i zdradził protestantów, przechodząc z powrotem do frakcji katolickiej. Przy innej okazji usiłował zaatakować żonę i spowodować, by poroniła.
W tym czasie zawiązał się także spisek przeciwko Darnleyowi, który był już chory (prawdopodobnie na syfilis) i przebywał w Glasgow, z dala od swej królewskiej małżonki. Z początkiem lutego 1567 Darnley, nakłoniony przez Marię, przybył do Edynburga i został zakwaterowany w domu zwanym Kirk o'Field, gdzie odwiedzała go żona. Nocą z 9 na 10 lutego 1567 dom zniszczyła potężna eksplozja, a Darnley został znaleziony martwy w ogrodzie, przy czym wyglądało na to, że został uduszony. To wydarzenie, które wydawało się być dla Marii wybawieniem, okazało się zgubne dla jej reputacji. Dziś historycy spierają się, czy to Maria, czy szkoccy arystokraci zainicjowali spisek przeciwko Darnleyowi. James Hepburn, 4. hrabia Bothwell, który miał zostać jej trzecim mężem, był uważany za sprawcę tego zabójstwa. Został nawet postawiony przed sądem, lecz go uniewinniono. Maria próbowała w tym czasie odzyskać poparcie wśród lordów.
24 kwietnia, po ostatnim ujrzeniu swojego niespełna rocznego syna w Stirling, Maria została porwana przez Bothwella i jego ludzi, gdy wracała do Edynburga. Została zabrana do zamku w Dunbar, gdzie prawdopodobnie została przez niego zgwałcona. 15 maja w pałacu Holyrood Maria i Bothwell pobrali się zgodnie z obrządkiem protestanckim (informacja o gwałcie niesprawdzona, bo Bothwell prawdopodobnie był miłością jej życia, kochankiem i najwierniejszym poddanym).
W tym czasie doszło do buntu lordów, którzy zebrali armię i spotkali się z wojskami Marii pod Carberry Hill. Do bitwy jednak nie doszło – Maria zgodziła się udać z buntownikami, a Bothwella puszczono wolno. Obietnica została jednak złamana, a królową uwięziono na zamku Lochleven na wyspie na środku jeziora Loch Leven. Pomiędzy 18 a 24 lipca królowa poroniła bliźnięta. 24 lipca została zmuszona do abdykacji na rzecz swojego rocznego syna Jakuba.

## Ucieczka do Anglii
2 maja 1568 r. udało jej się uciec z Lochleven i zgromadzić małą armię. Po przegranej 13 maja bitwie pod Langside Maria trzy dni później uciekła do Anglii. 19 maja została uwięziona w Carlisle przez wojska Elżbiety. 

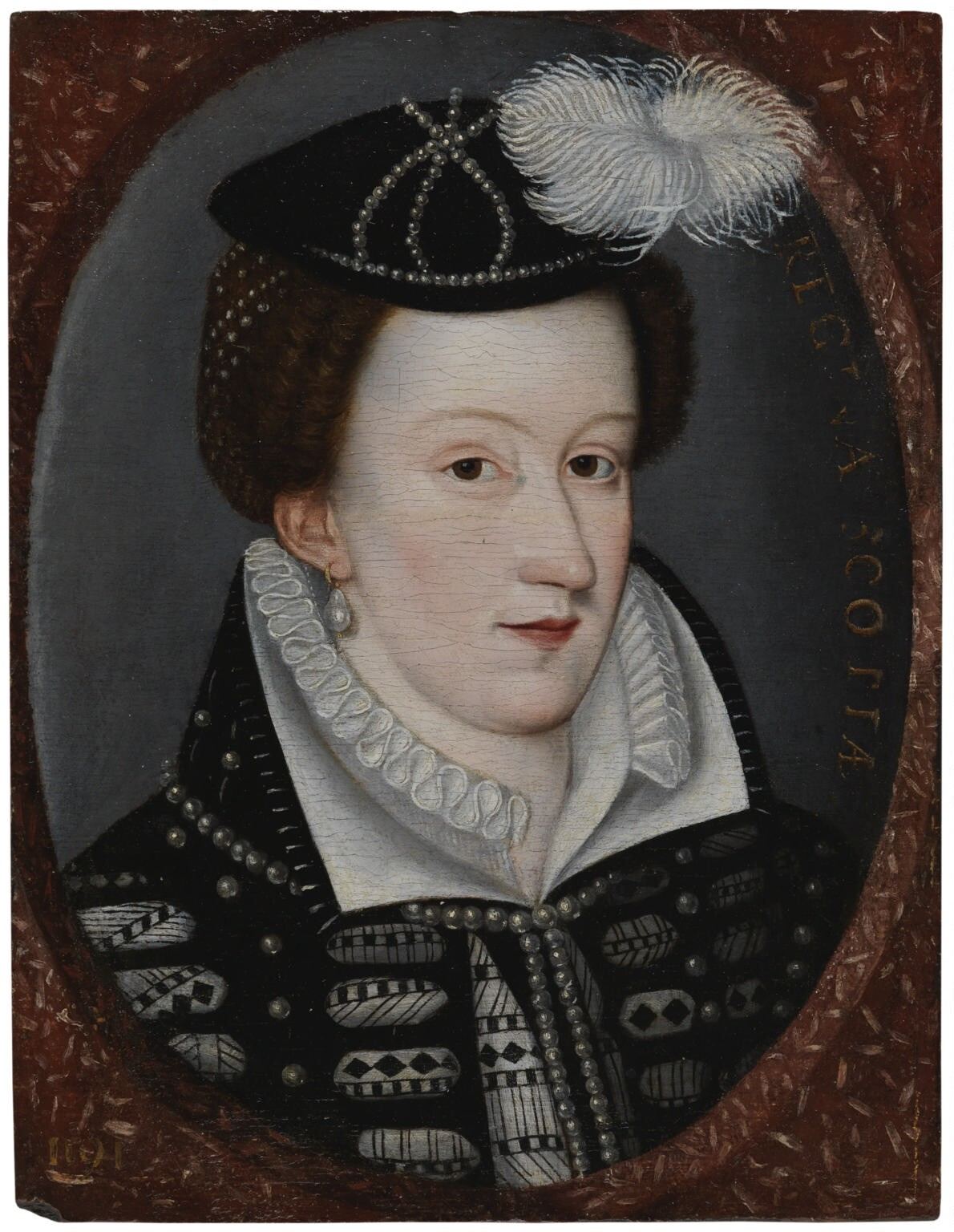
Królowa Maria

Część rzymskokatolickiej szlachty zdecydowała się na bunt wobec Elżbiety próbując uwolnić Marię, wydać ją za księcia Norfolk, uczynić z niej królową Anglii i przywrócić religię rzymskokatolicką jako panującą.
Elżbieta na początku nie wiedziała, co zrobić z takim nieproszonym gościem. W tym czasie pozbawiona tronu królowa wypowiedziała sławne słowa (fr.) En ma Fin gît mon Commencement („W moim końcu jest mój początek”), które wyhaftowała na swojej sukni.
Elżbieta miała teraz dylemat, czy Maria powinna być sądzona w sprawie zabójstwa Darnleya. Zamiast procesu zleciła więc tylko formalne dochodzenie. Główne znaczenie miał tu podtekst polityczny i trudno było mówić o obiektywności angielskich śledczych. Pobyt Marii w Anglii był na rękę jej bratu lordowi Moray, który rządził podczas jej nieobecności i starał się, aby obalona królowa już Szkocji nie ujrzała. Dochodzenie jednak nie dowiodło winy Marii.
Elżbieta uważała Marię za poważne zagrożenie dla swojego panowania i dlatego więziła ją, głównie na zamku w Sheffield pod zarządem George’a Talbota, 6. hrabiego Shrewsbury. Bothwell natomiast uciekł najpierw do Norwegii, będącej pod panowaniem duńskim, a następnie został uwięziony w Danii, gdzie popadł w chorobę psychiczną i zmarł w 1578 r. W 1580 r. miejsce uwięzienia Marii zostało zmienione, znalazła się pod nadzorem Amiasa Pauleta, w zamku Chartley Manor, gdzie przebywała już do końca życia.
W 1570 r. Elżbieta została przekonana przez przedstawicieli Karola IX do złożenia obietnicy, że pomoże Marii w odzyskaniu korony. Nigdy jednak do tego nie doszło.

## Spisek przeciw Elżbiecie I
Do 1586 roku, po 18 latach więzienia, Maria utraciła wszystkie przywileje. Była odizolowana jak nigdy wcześniej. Przebywała w Charley Hall w Staffordshire i nie wolno już było udawać się jej do wód w Buxton, które pomagały jej na częste choroby. Smutku dodawało jej także postępowanie syna, Jakuba VI. Miała nadzieję, że pewnego dnia wróci do Szkocji i będzie współrządzić razem z nim, Jakub jednak nie żywił przyjaznych uczuć do matki. Został wychowany przez jej nieprzyjaciół, którzy przekonali go, że matka zamordowała jego ojca, aby wyjść za kochanka. W wyniku tego gardził matką i miał obawy, że gdyby powróciła, mogłaby odebrać mu koronę.
Maria wciąż pisała do niego, w nadziei, że zdoła zmienić nastawienie syna, jednak jej listy nie docierały, przechwytywane przez najemników Elżbiety. Maria wpadła w głęboką depresję i wydawało się jej, że nie ma już dla niej żadnej nadziei. W takich okolicznościach, w styczniu 1586 roku, trafił do niej pakiet listów.
Pochodziły one od jej zwolenników na kontynencie, a do więzienia przemycił je Gilbert Gifford, katolik, który wyjechał z Anglii w 1577 roku i kształcił się na księdza w angielskim kolegium w Rzymie. Po powrocie do Anglii w 1585 roku chciał służyć Marii, więc niezwłocznie skontaktował się z ambasadą francuską w Londynie, gdzie nagromadziło się wiele listów, które miały dotrzeć do Marii. Była to pierwsza przesyłka. Gifford rozpoczął rolę kuriera. Nie tylko przekazywał listy do Marii, ale również odbierał jej odpowiedzi. Wymyślił bardzo sprytny sposób transportowania listów do Chartley Hall, jednocześnie unikając wykrycia ich przez strażników fortecy. Zanosił listy do lokalnego piwowara, który owijał je w skórę i umieszczał je w wydrążonym drewnianym szpuncie od beczki z piwem. Piwowar dostarczał beczkę do Chartley Hall, gdzie jeden ze służących Marii otwierał szpunt i zanosił jego zawartość do królowej Szkocji. Ten sam mechanizm pozwalał również wynosić listy z twierdzy.
W tym samym czasie, bez wiedzy Marii, w jednej z londyńskich tawern narodził się plan jej wyzwolenia. Głównym inicjatorem spisku był Anthony Babington, Anglik, który miał wtedy zaledwie dwadzieścia cztery lata, był jednak dobrze znany w mieście jako niezwykle uroczy i dowcipny mężczyzna. Większość ludzi nie zdawała sobie jednak sprawy, jak bardzo Babington nienawidzi władzy angielskiej, która prześladowała jego rodzinę i wiarę. Antykatolicki terror w Anglii wówczas ciągle się zaostrzał – duchownych oskarżano o zdradę, wielu karano śmiercią w męczarniach. Katolicka msza została oficjalnie zakazana. Rodziny, które pozostały wierne Kościołowi katolickiemu, zmuszane były do płacenia rujnujących podatków. Niechęć Babingtona wobec władzy była więc uzasadniona, a pomoc dla Marii, przeciwniczki Elżbiety, była jednym ze sposobów walki z władzą.
Spisek został zawiązany w marcu 1586 roku, kiedy Babington spotkał się z sześcioma swoimi poplecznikami w karczmie The Plough niedaleko Temple Bar. Historyk Philip Caraman napisał: „Dzięki swej osobowości i wyjątkowemu urokowi, skupił on wokół siebie wielu młodych szlachciców katolickich o podobnej pozycji społecznej, dzielnych, skłonnych do ryzyka i śmiałych w obronie wiary katolickiej w ciężkich dla niej czasach, gotowych do podjęcia każdego trudnego przedsięwzięcia, które mogłoby pomóc wspólnej sprawie katolickiej”. W ciągu kilku miesięcy spiskowcy ułożyli plan: zamierzali uwolnić Marię Stuart, zamordować królową Elżbietę i wzniecić bunt, wspomagany przez wojska zagraniczne.
Konspiratorzy uważali, że spisek Babingtona – jak zwykli go określać historycy – wymaga poparcia Marii, ale nie wiedzieli, w jaki sposób się z nią skontaktować. Wówczas 6 lipca 1586 roku do Babingtona przyjechał Gifford. Przywiózł list od Marii; królowa pisała, że słyszała o Babingtonie od swoich zwolenników w Paryżu i oczekuje na wiadomość od niego. W odpowiedzi Babington szczegółowo przedstawił swój plan; wspominał również o tym, że papież Pius V ekskomunikował Elżbietę w 1570 roku, co jego zdaniem usprawiedliwiało plan jej zamordowania.

Osobiście z dziesięcioma innymi szlachcicami i setką naszych zwolenników podejmę się uwolnienia Waszej Królewskiej Mości z rąk nieprzyjaciół. Jesteśmy uwolnieni od obowiązku posłuszeństwa wobec uzurpatorki, gdyż została ona ekskomunikowana. Jej usunięciem zajmie się sześciu znakomitych szlachciców, moich najzaufańszych przyjaciół, którzy – z gorliwości w służbie sprawy katolickiej i Waszej Królewskiej Mości – chcą ów zamach wykonać.

Jak poprzednio, Gifford wykorzystał sztuczkę ze szpuntem od beczki z piwem, by przemycić list do więzienia Marii. Dla większego bezpieczeństwa Babington szyfrował swoje listy – gdyby nawet strażnicy przechwycili wiadomość, to – zdaniem Babingtona – nie mogliby jej odczytać i spisek pozostałby w tajemnicy. Młody konspirator posługiwał się nie zwykłym szyfrem monoalfabetycznym, lecz szyfrem podstawieniowym, w którym litery i niektóre zwroty zostały zastąpione symbolami (patrz zdjęcie obok).

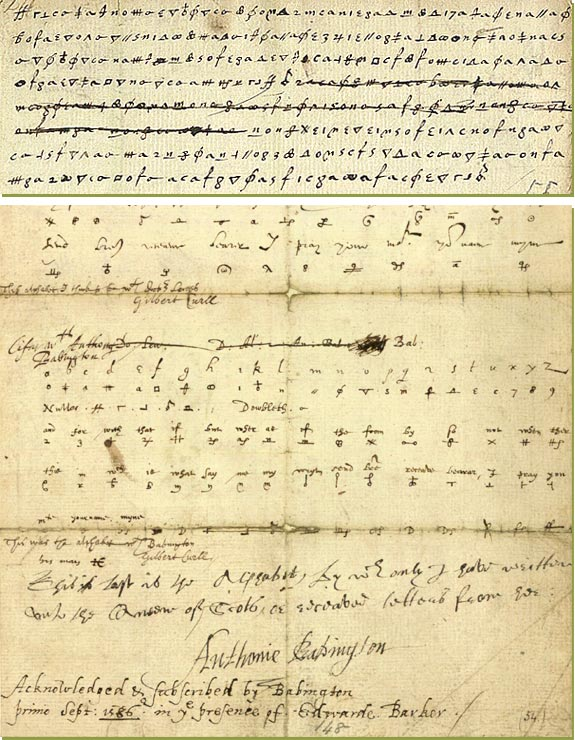
Jeden z listów, które Babington wysłał do Marii za pośrednictwem Gifforda

Sądził, że jest całkowicie bezpieczny, co przyczyniło się do jego późniejszej zguby. Gilbert Gifford, człowiek, który zajmował się transportem listów między Marią a spiskowcami, był bowiem podwójnym agentem. Choć na pozór służył Marii, w rzeczywistości był na usługach władz angielskich. W 1585 roku, gdy wracał do Anglii, napisał list do sir Francisa Walsinghama, sekretarza stanu królowej Elżbiety I, w którym zaoferował mu swoje usługi. Twierdził, że jego katolicka przeszłość może być nieoceniona w próbach infiltracji wszelkich spisków katolików przeciw królowej Elżbiecie. W liście do Walshinghama pisał:

Słyszałem o pracy, jaką pan wykonuje, i chcę panu służyć. Nie mam żadnych skrupułów ani nie obawiam się niebezpieczeństwa. Zrobię wszystko, co mi pan poleci.

Walsingham był najbardziej bezwzględnym ministrem dworu angielskiego. Ten makiaweliczny polityk pełnił również obowiązki szefa wywiadu, odpowiedzialnego za bezpieczeństwo monarchini. Odziedziczył po swoim poprzedniku małą siatkę szpiegowską, którą szybko rozbudował, tak że objęła wiele krajów na kontynencie, w których wykluwały się spiski przeciw Elżbiecie.
Walsingham zwerbował Gifforda w charakterze szpiega i to właśnie on polecił mu udać się do francuskiej ambasady i zaproponować Francuzom swoje usługi. Ilekroć Gifford odbierał list do lub od Marii, najpierw zanosił go do Walsinghama. Szef wywiadu przekazywał go fałszerzom, którzy łamali pieczęć, kopiowali list, po czym pieczętowali go podrobionym stemplem. Następnie Gifford zabierał pozornie nienaruszony list i dostarczał go Marii lub jej korespondentom.
Gdy Gifford wręczył Walsinghamowi list Babingtona do Marii, pierwszym zadaniem ministra było odszyfrowanie wiadomości. Walsingham miał już kontakt z szyframi i kodami, gdy czytał książkę włoskiego matematyka i kryptologa, Girolama Cardana. Książka Cardana zainteresowała Walsinghama, ale dopiero osiągnięcia flamandzkiego kryptoanalityka Philipa von Marnixa przekonały go, że warto dysponować specjalistą od łamania szyfrów. Von Marnix wsławił się rozszyfrowaniem kilku przechwyconych wiadomości, przesyłanych między dworem hiszpańskim a austriackim. Wynikało z nich, że Hiszpanie planują dokonać inwazji na Wyspy Brytyjskie – odkrycie tych planów zaowocowało zachęceniem Anglików do rozbudowy swojego systemu obronnego.
Gdy Walsingham zdał sobie sprawę z wartości kryptoanalizy, założył w Londynie własną szkołę szyfrów i zatrudnił tam na stanowisku sekretarza Thomasa Phelippesa, jednego z wybitniejszych europejskich kryptoanalityków i lingwistów.
Po otrzymaniu każdego listu do lub od Marii, Phelippes natychmiast zabierał się do pracy. Dla takiego jak on mistrza kryptoanalizy odszyfrowanie wiadomości było jedynie kwestią czasu. W końcu poznał wszystkie symbole alfabetu szyfrowego i słowa kodowe. Korespondencja między Marią a Babingtonem przestała być bezpieczna.
Odszyfrowanie listów ukazało powagę sytuacji – gdy Phelippes odkrył, że młody zapaleniec w jawny sposób proponował zamordowanie Elżbiety, natychmiast przekazał wiadomość swojemu mocodawcy. Walsingham mógł już aresztować Babingtona, ale pragnął osiągnąć coś więcej. Postanowił poczekać, aż Maria odpowie i zaaprobuje spisek, a tym samym ostatecznie się pogrąży. Już od dawna pragnął śmierci szkockiej królowej, ale zdawał sobie również sprawę z niechęci monarchini angielskiej do wyrażenia zgody na egzekucję kuzynki. Gdyby jednak mógł dowieść, że Maria pobłogosławiła spisek na życie Elżbiety, królowa zapewne zgodziłaby się na skazanie na śmierć swojej katolickiej rywalki. Jego nadzieje miały się wkrótce spełnić.
17 lipca Maria odpowiedziała Babingtonowi, podpisując tym samym na siebie wyrok śmierci. Pisała wprost o „planie” i nalegała, by uwolniono ją przed lub równocześnie ze zgładzeniem Elżbiety, miała bowiem obawy, że gdyby wiadomość o śmierci królowej dotarła do jej strażnika, ten mógłby ją zamordować. Zanim list dotarł do Babingtona, jak zwykle trafił w ręce Phelippesa, a ten nie miał żadnych trudności z odszyfrowaniem go.

Walsingham miał już wystarczające dowody, aby aresztować Babingtona i Marię, wciąż jednak liczył na jeszcze więcej. Aby całkowicie zniweczyć spisek, potrzebował nazwisk pozostałych konspiratorów. Dlatego polecił Phelippesowi, aby sfałszował postscriptum do listu Marii, które nakłoniłyby Babingtona do podania nazwisk. Phelippes był bowiem również utalentowanym fałszerzem; mówiono o nim, że potrafi „naśladować pismo każdego człowieka, choćby raz je widział, tak dokładnie, jakby to pisał ten człowiek”. Treść dopisanego, sfałszowanego postscriptum:

Chciałabym poznać nazwiska i zalety sześciu szlachciców, którzy mają wykonać zadanie; może się bowiem okazać, że będę w stanie, po poznaniu uczestników, dać Panu dodatkowe rady, z jakich należy przy tym skorzystać, a w szczególności również jak postępować dalej; chciałabym jak najszybciej wiedzieć, w tym samym celu, kto już i w jakim stopniu jest w to wtajemniczony.

Wkrótce po otrzymaniu listu z postscriptum, Babington postanowił wyjechać za granicę, aby zorganizować pomoc dla Marii. W tym celu musiał udać się do biura Walsinghama, aby otrzymać paszport. Był to idealny moment, żeby złapać zdrajcę, ale John Scudamore, urzędnik, nie sądził, że główny spiskowiec pojawi się w jego biurze. Zaprosił niczego nie podejrzewającego Babingtona do tawerny. Zyskał w ten sposób na czasie i umożliwił swojemu pomocnikowi ściągnięcie żołnierzy. Wkrótce potem ktoś przyniósł do Scudamore’a karteczkę, mówiącą, że wszystko już gotowe i za chwilę spiskowiec zostanie złapany. Babington zorientował się jednak, że dzieje się coś dziwnego. Oświadczył, że idzie zapłacić za piwo i posiłek, po czym wstał, pozostawiając swój miecz i płaszcz, by angielski agent myślał, że zaraz wróci. Kiedy wymknął się tylnymi drzwiami, najpierw udał się do St John Wood, a następnie do Harrow. Usiłował zmienić swój wygląd, obcinając włosy i barwiąc twarz sokiem orzechowym. Przez dziesięć dni udawało mu się unikać aresztowania, ale 15 sierpnia wraz ze swoimi sześcioma wspólnikami został złapany i sprowadzony do Londynu. Na znak tryumfu dzwoniły wszystkie dzwony kościelne. Zdrajców natychmiast osądzono i skazano na kary śmierci. Jak zapisał historyk elżbietański, William Camden, „zostali obdarci ze skóry, wykastrowani, wypruto im za życia wnętrzności i poćwiartowano”.
Jeszcze wcześniej, 11 sierpnia, Maria i jej otoczenie otrzymali pozwolenie na przejażdżkę po terenach Chartley Hall. Gdy przejeżdżali przez wrzosowiska, królowa zauważyła zbliżających się jeźdźców i pomyślała, że to ludzie Babingtona, którzy mają ją uwolnić. Było jednak inaczej – byli to ludzie Walsinghama, którzy mieli ją aresztować. Maria została pojmana.

## Proces i egzekucja

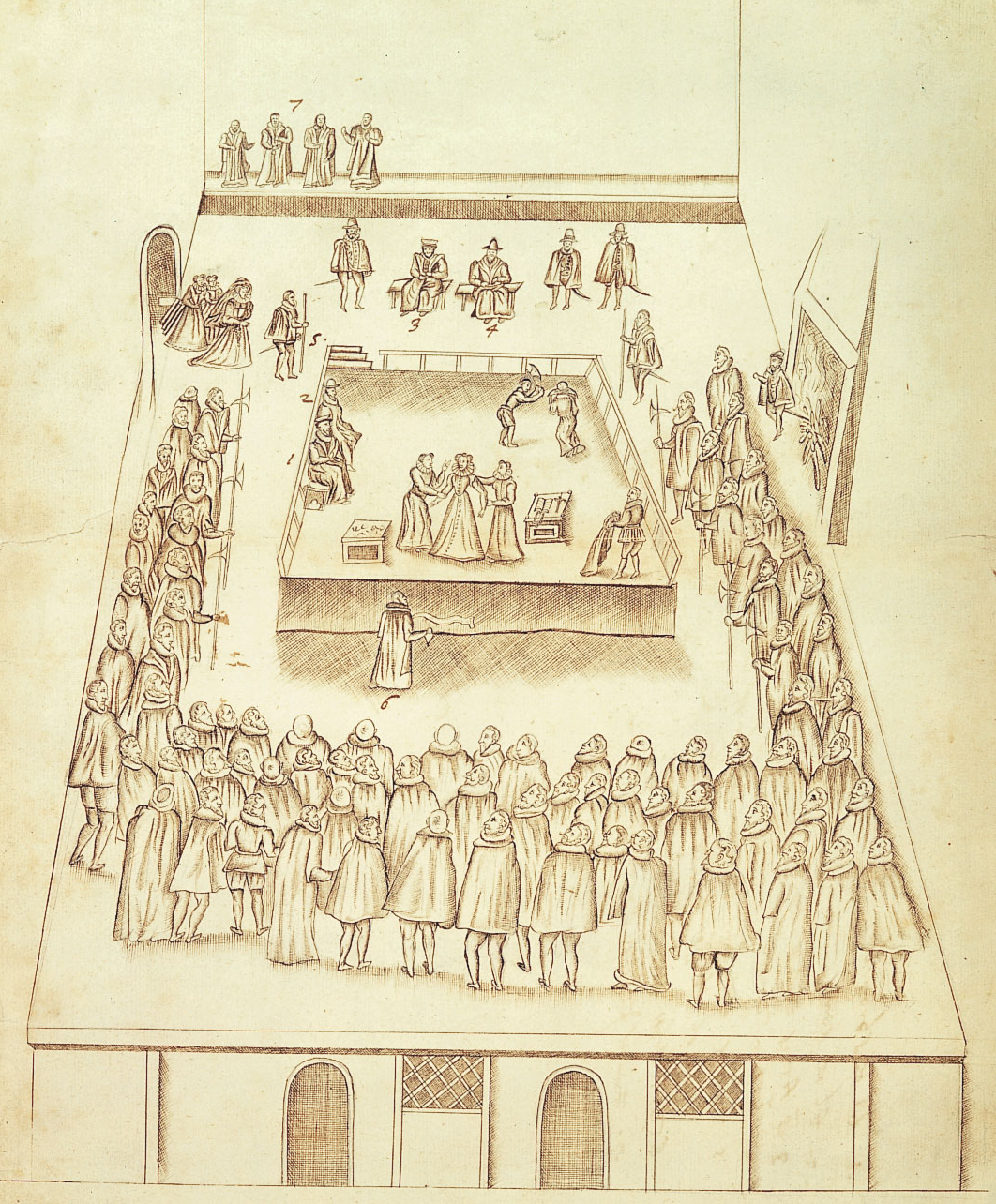
Scena egzekucji Marii I narysowana przez Roberta Beale, sekretarza Tajnej rady

Maria została oskarżona o udział w spisku przeciwko życiu królowej Elżbiety na podstawie Ustawy o Współdziałaniu, uchwalonej przez parlament w 1584 roku, aby karać wszystkich spiskujących przeciwko królowej. Ponadto była zamieszana w kilka innych spraw, m.in. próby przywrócenia Kościoła katolickiego w Anglii i umieszczenia samej siebie na tronie angielskim przy pomocy wojsk francuskich i hiszpańskich (choć nie ma pewności, czy niektóre z tych spisków nie zostały sfabrykowane przez wrogów Marii).
Postępowanie rozpoczęło się w środę 15 października przed komisją, składającą się z dwóch głównych sędziów i czterech ławników, w obecności lorda Kanclerza, lorda Skarbnika, Walsinghama, Phelippesa oraz wielu lordów i baronów. Z tyłu sali pozostawiono miejsce dla widzów z okolicznych wsi i służby członków komisji, pragnących ujrzeć, jak upokorzona władczyni szkocka błaga o przebaczenie i łaskę. W ciągu całego procesu Maria zachowywała się jednak spokojnie i z godnością. Jej obrona polegała na wypieraniu się wszelkich związków z Babingtonem. „Czy mogę być odpowiedzialna za zbrodnicze plany kilku zdesperowanych ludzi, które powstały bez mojej wiedzy i mojego udziału?” – pytała. Ta deklaracja wobec zgromadzonych dowodów nie miała jednak już większego znaczenia.
Drugiego dnia procesu Maria w dalszym ciągu twierdziła, że nic nie wiedziała o spisku Babingtona. Po zakończeniu postępowania pozostawiła sędziom podjęcie decyzji o jej losie i z góry przebaczyła im wydanie nieuchronnego wyroku.
Dziesięć dni później Izba Gwiaździsta na posiedzeniu w Westminsterze oświadczyła, że Maria jest winna „układania i planowania od 1 czerwca zdarzeń, zmierzających do śmierci i zniszczenia królowej Anglii” oraz zaleciła karę śmierci. Elżbieta I Tudor podpisała wyrok. Tuż przed egzekucją Maria wybaczyła katom. Spokojnie położyła głowę na pniu, kilka razy zawołała In manus tuas, Domine, po czym przystąpiono do ścięcia. Kat uderzał w szyję Marii trzykrotnie, zanim pozbawił ją życia. Próbując później pokazać tłumowi odciętą głowę złapał ją za włosy, które okazały się peruką, a sama głowa potoczyła się po podeście.

## Pamięć o Marii
Elżbieta wyraziła żal i gniew na tę wiadomość, mimo że z drugiej strony sama podpisała wyrok wydany przez sąd. Maria została pochowana w Katedrze w Peterborough. Wiele lat później jej syn Jakub I po objęciu tronu angielskiego przeniósł jej szczątki do Opactwa Westminster. Nie ulega wątpliwości, że brała udział w intrygach przeciw Elżbiecie w ciągu 19 lat spędzonych w Anglii, jednak sąd w dużej mierze opierał się na sfałszowanych dowodach i fałszywych świadkach.
Godność i odwaga, z jaką przyjęła wyrok, a także upokorzenia dzielnie znoszone przez długie lata kazały potomności zapominać o jej wadach i winach, a jej tragiczne dzieje uczyniły z niej jedną z najsławniejszych postaci okresu romantyzmu. Życie Marii Stuart stało się tematem wielu utworów literackich i filmów. Friedrich Schiller i Juliusz Słowacki uczynili z niej bohaterkę dwóch dramatów. Również Gaetano Donizetti, zainspirowany zarówno postacią, jak i narastającą romantyczną legendą, skomponował operę pod tytułem Maria Stuart. Algernon Charles Swinburne napisał trylogię dramatyczną Chastelard, Bothwell i Mary Stuart. W 1895 r. powstał kilkudziesięciosekundowy film przedstawiający jej egzekucję w reżyserii Alfreda Clarka. W latach 2013–2017 wyprodukowano serial biograficzny Nastoletnia Maria Stuart, przedstawiający polityczne i seksualne intrygi na francuskim dworze.
Place i ulice Marii Stuart znajdują się m.in. we Francji (w Paryżu, Reims, Orleanie, Saint-Germain-en-Laye, La Baule-Escoublac).

## Życie prywatne

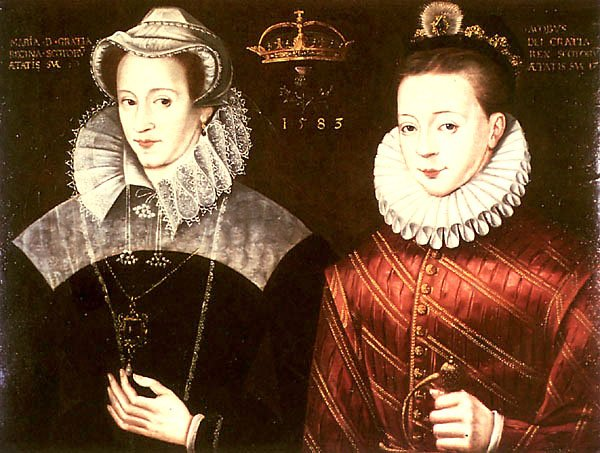
Królowa Maria z synem królem Jakubem

24 kwietnia 1558 r. Maria poślubiła w katedrze Notre-Dame w Paryżu delfina Franciszka, późniejszego króla Francji Franciszka II (19 stycznia 1544 – 5 grudnia 1560), syna króla Henryka II i Katarzyny Medycejskiej, córki Wawrzyńca II Medyceusza, księcia Urbino. Małżeństwo to nie doczekało się potomstwa.
29 lipca 1565 r. Maria poślubiła w Holyrood Palace w Edynburgu Henryka Stuarta, lorda Darnley (7 grudnia 1545 – 10 lutego 1567), syna Mateusza Stewarta, 4 hrabiego Lennox i Małgorzaty Douglas, córki Archibalda Douglasa, 6 hrabiego Angus. Henryk i Maria mieli jednego syna:
- Jakub (19 czerwca 1566 – 27 marca 1625), król Szkocji i Anglii.

15 maja 1567 r. Maria poślubiła w Holyrood Palace Jamesa Hepburna, 4 hrabiego Bothwell (ok. 1535 – 14 kwietnia 1578), syna Patricka Hepburna, 3 hrabiego Bothwell i Agnes Sinclair. Małżeństwo to nie doczekało się potomstwa.
|  |                               |  |  |  |  |  |  |  |  |  |  |  |  |
|  | Jakub III Stewart             |  |  |  |  |  |  |  |  |  |  |  |  |
|  |                               |  |  |  |  |  |  |  |  |  |  |  |  |
|  |                               |  |  |  |  |  |  |  |  |  |  |  |  |
|  | Jakub IV Stewart              |  |  |  |  |  |  |  |  |  |  |  |  |
|  |                               |  |  |  |  |  |  |  |  |  |  |  |  |
|  |                               |  |  |  |  |  |  |  |  |  |  |  |  |
|  | Małgorzata Duńska             |  |  |  |  |  |  |  |  |  |  |  |  |
|  |                               |  |  |  |  |  |  |  |  |  |  |  |  |
|  |                               |  |  |  |  |  |  |  |  |  |  |  |  |
|  | Jakub V Stewart               |  |  |  |  |  |  |  |  |  |  |  |  |
|  |                               |  |  |  |  |  |  |  |  |  |  |  |  |
|  |                               |  |  |  |  |  |  |  |  |  |  |  |  |
|  | Henryk VII Tudor              |  |  |  |  |  |  |  |  |  |  |  |  |
|  |                               |  |  |  |  |  |  |  |  |  |  |  |  |
|  |                               |  |  |  |  |  |  |  |  |  |  |  |  |
|  | Małgorzata Tudor              |  |  |  |  |  |  |  |  |  |  |  |  |
|  |                               |  |  |  |  |  |  |  |  |  |  |  |  |
|  |                               |  |  |  |  |  |  |  |  |  |  |  |  |
|  | Elżbieta York                 |  |  |  |  |  |  |  |  |  |  |  |  |
|  |                               |  |  |  |  |  |  |  |  |  |  |  |  |
|  |                               |  |  |  |  |  |  |  |  |  |  |  |  |
|  | Maria I Stuart                |  |  |  |  |  |  |  |  |  |  |  |  |
|  |                               |  |  |  |  |  |  |  |  |  |  |  |  |
|  |                               |  |  |  |  |  |  |  |  |  |  |  |  |
|  | René II Lotaryński            |  |  |  |  |  |  |  |  |  |  |  |  |
|  |                               |  |  |  |  |  |  |  |  |  |  |  |  |
|  |                               |  |  |  |  |  |  |  |  |  |  |  |  |
|  | Claude de Guise               |  |  |  |  |  |  |  |  |  |  |  |  |
|  |                               |  |  |  |  |  |  |  |  |  |  |  |  |
|  |                               |  |  |  |  |  |  |  |  |  |  |  |  |
|  | Filipa z Guelders             |  |  |  |  |  |  |  |  |  |  |  |  |
|  |                               |  |  |  |  |  |  |  |  |  |  |  |  |
|  |                               |  |  |  |  |  |  |  |  |  |  |  |  |
|  | Maria de Guise                |  |  |  |  |  |  |  |  |  |  |  |  |
|  |                               |  |  |  |  |  |  |  |  |  |  |  |  |
|  |                               |  |  |  |  |  |  |  |  |  |  |  |  |
|  | Franciszek de Bourbon-Vendôme |  |  |  |  |  |  |  |  |  |  |  |  |
|  |                               |  |  |  |  |  |  |  |  |  |  |  |  |
|  |                               |  |  |  |  |  |  |  |  |  |  |  |  |
|  | Antonina de Bourbon-Vendôme   |  |  |  |  |  |  |  |  |  |  |  |  |
|  |                               |  |  |  |  |  |  |  |  |  |  |  |  |
|  |                               |  |  |  |  |  |  |  |  |  |  |  |  |
|  | Maria Luksemburska            |  |  |  |  |  |  |  |  |  |  |  |  |
|  |                               |  |  |  |  |  |  |  |  |  |  |  |  |
|  |                               |  |  |  |  |  |  |  |  |  |  |  |  |